# Justin Rice Whiting
Justin Rice Whiting (* 18. Februar 1847 in Bath, Steuben County, New York; † 31. Januar 1903 in St. Clair, Michigan) war ein US-amerikanischer Politiker. Zwischen 1887 und 1895 vertrat er den Bundesstaat Michigan im US-Repräsentantenhaus.

## Werdegang
Im Jahr 1849 kam Justin Whiting mit seinen Eltern nach St. Clair in Michigan, wo er die öffentlichen Schulen besuchte. In den Jahren 1863 und 1865 studierte er an der University of Michigan in Ann Arbor. Danach arbeitete er im Handwerk und im Handel. Gleichzeitig begann er als Mitglied der Demokratischen Partei eine politische Laufbahn. 1879 wurde er zum Bürgermeister der Stadt St. Clair gewählt; im Jahr 1882 saß er im Senat von Michigan.
Bei den Kongresswahlen des Jahres 1886 wurde Whiting im siebten Wahlbezirk von Michigan in das US-Repräsentantenhaus in Washington, D.C. gewählt, wo er am 4. März 1887 die Nachfolge von Ezra C. Carleton antrat. Nach drei Wiederwahlen konnte er bis zum 3. März 1895 vier Legislaturperioden im Kongress absolvieren. Nach seinem Ausscheiden aus dem Repräsentantenhaus widmete sich Whiting wieder seinen früheren Tätigkeiten. 1898 kandidierte er erfolglos für das Amt des Gouverneurs von Michigan: Mit einem Stimmenanteil von 39,9 Prozent unterlag er Amtsinhaber Hazen S. Pingree. Zwei Jahre später scheiterte auch ein Versuch der Rückkehr in den Kongress. Justin Whiting war auch zeitweise Parteivorsitzender der Demokraten im Staat Michigan. Er starb am 31. Januar 1903 in St. Clair, wo er auch beigesetzt wurde.